# Emil Weinig
Emil Erich Weinig (* 6. Juli 1904 in Frankfurt am Main; † 1. Januar 1979) war ein deutscher Rechtsmediziner.

## Leben und Arbeit
Emil Weinig begann im Jahre 1924 nach dem Abitur an der Universität Frankfurt das Studium der Chemie und legte 1927 sein Verbandsexamen ab. 1928 erhielt der an der Humboldt-Universität zu Berlin das Zeugnis als Diplomchemiker, 1930 promovierte er in Leipzig mit seiner Arbeit Über die Kohlenstoffe und einfachen Sauerstoffverbindungen in den Gruppen des o-Cymols und o-Methans zum Dr. phil. Im gleichen Jahr wurde er am Institut für vegetative Medizin bei der Universität Frankfurt am Main als Chemiker eingestellt und wechselte am 1. Oktober 1931 als chemischer Assistent zum Institut für gerichtliche Medizin unter Gottfried Raestrup. Weinig kam zur Erkenntnis, dass die forensische Chemie und die Gerichtsmedizin im engen Zusammenhang stehen und begann in Frankfurt am Main das Studium der Medizin, in dem er im Februar 1934 sein Physikum absolvierte, es folgte das ärztliche Staatsexamen am 13. Oktober 1936 und fast zeitgleich die Promotion zum Dr. med. mit der Dissertation zum Thema Der Alkoholspiegel im Leichenblut. Nach Vorlage der Habilitationsschrift Die Bedeutung der Polargraphie für die gerichtliche Medizin und Kriminalistik im Jahre 1941 an der Universität Leipzig wurde Weinig am 2. Juni 1942 zum Dozenten ernannt. Nach Kriegsende übernahm Weinig am 1. Juni 1948 den außerordentlichen Lehrstuhl für gerichtliche Medizin und Kriminalistik an der Universität Erlangen, mit den Ernennungen im Jahre 1950 zum persönlichen und 196 zum planmäßigen Ordinarius, ab 1952 bekleidete er das Amt des Dekans der medizinischen Fakultät. Zu den Hauptarbeitsgebieten Weinigs, mit über vierzig Publikationen, zählten
- die gerichtsmedizinische Spurenkunde
- Toxikologie (Veränderung von organischen Giften bei Leichenfäulnis und toxikologische Analytik von Blei und Thallium), Anwendung der Polarografie für den Schwermetallnachweis
- Blutalkoholforschung (Leichenblutalkoholbestimmungen).[1]

Aus zahlreichen Vorträgen herausragend gilt sei Referat über die Probleme der forensischen Toxikologie zur 42. Tagung der Deutschen Gesellschaft für gerichtliche und soziale Medizin am 4. Oktober 1963 in München. Er war Mitglied etlicher fachwissenschaftlicher Vereinigungen und Ehrenmitglied der Spanischen Gesellschaft für gerichtliche Medizin. In seiner Funktion als Hochschulleiter galt 

„[...] die gütige, väterliche Weise, in welcher er die wissenschaftlich Tätigkeit seiner Mitarbeiter anleitet und überwacht und an ihrem persönlichen Wohlergehen Anteil nimmt [...]
hat in seinem Erlanger Institut ein  Betriebsklima geschaffen, das in einer so erfreulichen Form wohl nur selten anzutreffen ist. [...]
Die Dankbarkeit und Liebe, mit denen sie alle an ihrem verehrten Chef hängen, sind wohl der schönste Erfolg dieses einzigartigen gegenseitigen Verhältnisses. [...]“

Bei den Ermittlungen zur 1962 erfolgten Ermordung der Reichelshofener Schneiderin Lina Lindörfer, konnte die Tat mit Hilfe neuer, vom von Weinig geleiteten Institut für gerichtliche Medizin und Kriminalistik in Erlangen angewandter Verfahren (dem Ouchterlony-Test und der Mischagglutination nach Robin Coombs) aufgeklärt werden. Die Untersuchungen dazu führte Weinigs Assistent Lautenbach.
Emil Weinig war Mitherausgeber des Archivs für Kriminologie. Zu seinen Schüler gehörte der spätere Würzburger Rechtsmediziner Wolfgang Schwerd. 1970 wurde er Mitglied der Deutschen Akademie der Naturforscher Leopoldina. Er war Ritter des Ritterordens vom Heiligen Grab zu Jerusalem.